# Radio Plus Gryfice

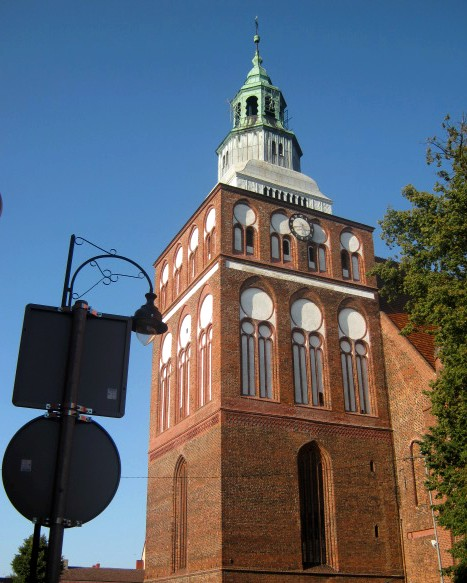
Wieża kościoła WNMP, z widocznymi w górnej części antenami Radia Plus Gryfice

Radio Plus Gryfice – nieistniejąca katolicka stacja radiowa archidiecezji szczecińsko-kamieńskiej, mająca siedzibę w Gryficach przy ul. 3 Maja 17. Stacja należała do sieci Radia Plus.

## Historia
Emisja radiowa rozpoczęła się oficjalnie 16 września 1996 roku, jako sygnał lokalnego Radia Fala. Do 1998 studio radiowe nadawało jako Katolickie Radio FM Gryfice, później, do 2005 jako Radio Plus Gryfice, a następnie pod nazwą Radio Łagodne Przeboje Gryfice. W latach 2005–2010 rozgłośnia należała do sieci radia Vox FM. Od 2010 do końca istnienia ponownie nadawała jako Radio Plus Gryfice. Od początku stacja nadawała na częstotliwości 90,7 MHz.  
25 grudnia 2022 stacja za pośrednictwem swojego profilu na Facebooku zapowiedziała zawieszenie działalności. Archidiecezja szczecińsko-kamieńska będąca właścicielem stacji poinformowała, że decyzja była podyktowana względami ekonomicznymi. Nadajnik został wyłączony 30 grudnia 2022 o godzinie 10.

## Zasięg
Radio Plus Gryfice nadawało na częstotliwości 90,7 MHz z wieży Kościoła Wniebowzięcia NMP w Gryficach. Nadajnik miał moc 2 kW. Takie parametry pozwalały na pokrycie terenów w promieniu ok. 30 km od Gryfic, trafiając do mieszkańców powiatów gryfickiego, kamieńskiego, częściowo także goleniowskiego, łobeskiego i kołobrzeskiego. W zasięgu, prócz Gryfic znajdowały się takie miejscowości jak: Trzebiatów, Kamień Pomorski, Nowogard, Resko, Płoty, Golczewo, Brojce oraz Rewal.